# Weißenbrunnen
Weißenbrunnen ist ein Stadtteil von Mechernich im nordrhein-westfälischen Kreis Euskirchen. Der Ort liegt zwischen den Stadtteilen Denrath und Roggendorf.

## Geschichte

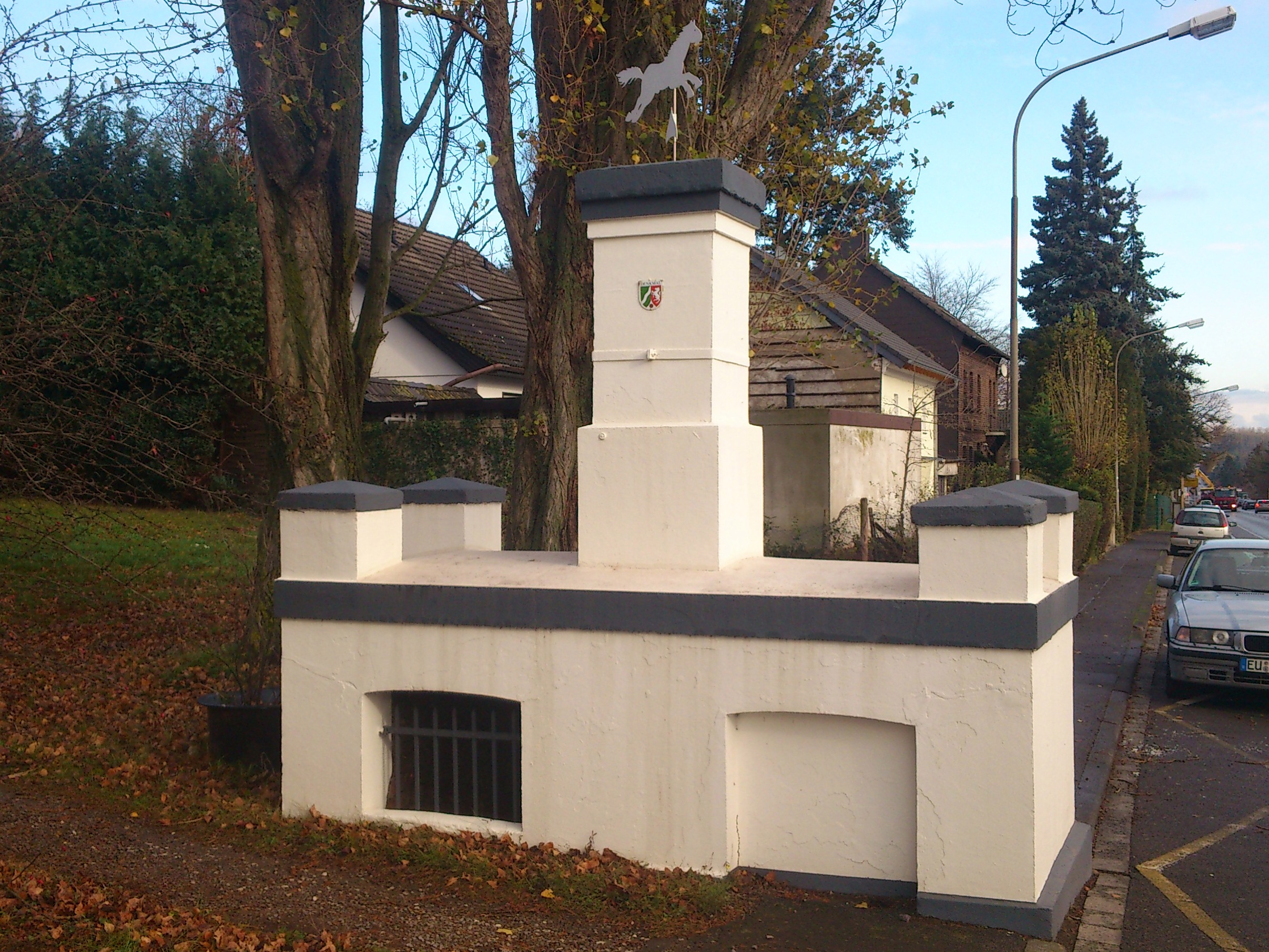
Der Weiße Brunnen

Weißenbrunnen ist im 19. Jahrhundert aus einer alten Raststätte für Fuhrleute hervorgegangen, welche nebst Pferdetränke, dem so genannten „weißen Brunnen“, noch existiert. Der Brunnen steht unter Denkmalschutz.
Ein Ringofenwerk für Ziegel und Steinzeugrohre wurde in den 1960er Jahren stillgelegt.

## Verkehr
Durch den Ort verläuft die B 266. Die nächste Anschlussstelle ist Bad Münstereifel / Mechernich auf der A 1.
Die nächstgelegene Bushaltestelle ist Denrath an der B 266. 